# Cagliari
Cagliari (tiếng Ý: [ˈkaʎʎari] ⓘ; tiếng Sardegna: Casteddu; tiếng Latinh: Caralis) là thủ phủ và thành phố lớn nhất của Sardegna, một vùng tự trị của Ý. Tên tiếng Sardegna của Cagliari (Casteddu) có nghĩa là lâu đài. Nội đô thành phố có 150.000 dân, trong khi vùng đô thị (bao gồm Cagliari và 16 điểm dân cư lân cận) có hơn 431.000 dân. Theo Eurostat, dân số vùng đô thị đã đạt 476,974.
Cagliari là thành phố lớn thứ 26 của Ý và thành phố lớn nhất trên hòn đảo Sardegna.
Là một thành phố cổ với lịch sử dài, Cagliari đã là một phần của nhiều nền văn minh khác nhau. Tại đây có những vết tích của sự cư ngụ của con người từ năm nghìn năm trước (vào thời kỳ đồ đá mới). Những địa điểm lịch sử gồm hang Domus de Janas thời tiền sử, một nghĩa trang thời Carthage, một giảng trường thời La Mã, một vương cung thánh đường Byzantine, ba ngọn tháp thời Pisa và một hệ thống thành quách từng khiến thành phố trở thành một trụ cột quyền lực của nhà Habsburg trên Địa Trung Hải. Các nguồn tài nguyên thiên nhiên chính của đảo bao gồm cảng nước sâu, những mỏ muối, bột mì từ những cánh đồng vùng Campidano, bạc và những quặng khác từ các khu mỏ ở Iglesiente.
Cagliari là thủ đô của Vương quốc Sardegna từ năm 1324 đến 1848, khi Turin trở thành thủ đô chính thức của vương quốc (mà vào năm 1861 trở thành Vương quốc Ý). Ngày nay, đây là trung tâm văn hóa, giáo dục, chính trị và nghệ thuật trong khu vực, với kiến trúc Art Nouveau và nhiều đài tưởng niệm khác nhau. Đây cũng là trung tâm kinh tế của Sardegna với một trong những cảng lớn nhất vùng Địa Trung Hải, một sân bay quốc tế, và mức thu nhập cao thứ 106 toàn Ý (trong 8.092 comune), tương đương với nhiều thành phố miền Bắc nước Ý.
Thành phố còn có đại học Cagliari, thành lập năm 1607, và tổng giáo phận Công giáo La Mã chính của Sardegna, từ thế kỷ 5 CN.